# Liste der Monuments historiques in Brach
Die Liste der Monuments historiques in Brach führt die Monuments historiques in der französischen Gemeinde Brach auf.

## Liste der Objekte
| Bezeichnung                                                                 | Beschreibung                             | Standort                          | Kennzeichnung | Schutzstatus | Datum | Bild |
| --------------------------------------------------------------------------- | ---------------------------------------- | --------------------------------- | ------------- | ------------ | ----- | ---- |
| Skulptur Madonna mit Kind                                                   | Holz, polychrom gefasst, 18. Jahrhundert | in der Kirche St-Sébastien (Lage) | PM33001305    | Inscrit      | 1978  |      |
| Drei Skulpturen: Heiliger Sebastian, Apostel Petrus und Johannes der Täufer | Holz, bemalt, 18. Jahrhundert            | in der Kirche St-Sébastien (Lage) | PM33000408    | Classé       | 1979  |      |
| Skulptur Christus am Kreuz                                                  | Holz, bemalt, 18. Jahrhundert            | in der Kirche St-Sébastien (Lage) | PM33001306    | Inscrit      | 1978  |      |